# دانشگاه شهر ناگویا
دانشگاه شهر ناگویا (به ژاپنی: 名古屋市立大学, Nagoya shiritsu daigaku)، به اختصار میشی دای (名市大)، یک دانشگاه دولتی در ژاپن است. پردیس اصلی (کاواسومی) در میزوهو-کو، ناگویا، شهر ناگویا واقع شده است.